# Romblonella townesi
Romblonella townesi (лат.) — вид мелких муравьёв рода Romblonella из подсемейства Myrmicinae (Formicidae).

## Распространение
Океания: Северные Марианские Острова, Маршалловы острова.

## Описание
Мелкие муравьи (длина около 4 мм) желтовато-коричневого цвета. От близких видов отличается следующими признаками: бока головы субпараллельны; лобные кили короче, более чем на один глаз от заднего края головы; наличник сзади шире лобной доли; мезосома, петиоль и постпетиоль дорсально сетчатые; дорзум головы с продольными килями, идущими от заднего края наличника к заднему краю головы. Характеризуется коренастым, твёрдым и компактным телом, толстыми проподеальными шипами, массивными петиолем и постпетиолем, а также брюшком, образованным в основном первым тергитом. Усики — 12-члениковые с 3-члениковой булавой. Нижнечелюстные щупики 5-члениковые, нижнегубные щупики состоят из 3 сегментов. Жвалы треугольные, с 6 зубцами, уменьшающимися в размере от апикального до базального. Голени средних и задних ног без шпор. Стебелёк между грудкой и брюшком состоит из двух члеников: петиолюса и постпетиолюса (последний четко отделен от брюшка), жало развито.

## Систематика и этимология
Вид был впервые описан в 1953 году американским мирмекологом Марион Рассел Смитом (Marion Russell Smith; 1894—1981) из Researcher with the Insect Identification and Parasite Introduction Section (United States Department of Agriculture, США) и назван в честь американского энтомолога Henry Keith Townes, Jr. (1913—1990), коллектора типовой серии. Валидный статус Romblonella townesiподтверждён в ходе ревизии, проведённой в 2015 и 2016 годах филиппинскими энтомологами David Emmanuel M. General (University of the Philippines Los Baños Museum of Natural History, Los Baños, Лагуна, Филиппины) и Perry Archival C. Buenavente (National Museum of the Philippines, Эрмита, Манила, Филиппины) в составе рода, который относится к трибе Crematogastrini (ранее в Formicoxenini).